# Joseph Marshall Walker
Pour les articles homonymes, voir Joseph Walker (homonymie) et Walker.
Joseph Marshall Walker, né le 1er juillet 1784 et mort le 20 janvier 1856, gouverneur de la Louisiane du 28 janvier 1850 au 18 janvier 1853, Démocrate. 